# Lubitel 166 B

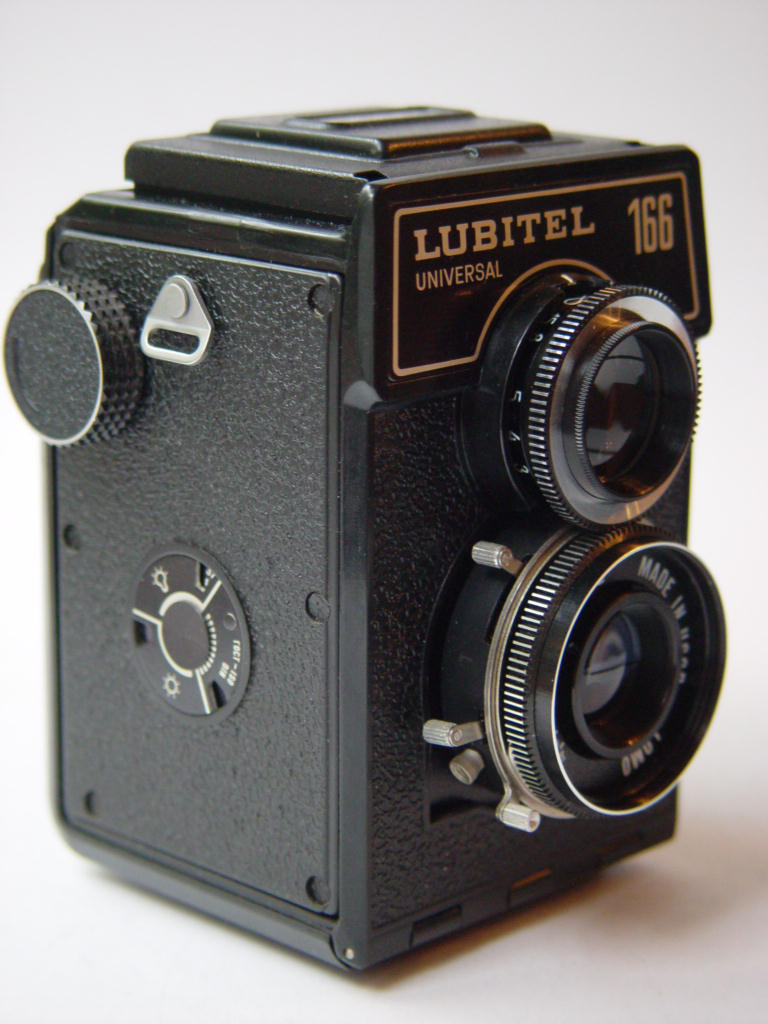
Lomo Lubitel 166 Universal (prodotta dal 1984), che differisce dalla 166B per il differente sistema di attacco della tracolla al corpo macchina

Lubitel 166 B è una fotocamera a pellicola prodotta da Lomo, marchio che ha dato nome al fenomeno fotografico della Lomografia.
La Lubitel 166 B è una medio formato 6x6 (più esattamente l'area di pellicola impressa è di 5,8x5,8 cm), una fotocamera reflex biottica con mirino a pozzetto, utilizza pellicole 120.
Si tratta di una fotocamera molto economica con il corpo in plastica; sono state prodotte tra il 1980 e il 1989.
L'ottica è un 75 mm con apertura massima f/4.5 (può chiudere il diaframma fino a f/22), l'otturatore a carica manuale può lavorare con tempi da 1/250s a 1/15s con intervalli di 1 EV, inoltre è possibile utilizzare la posa B (bulb) utilizzando un cavo di scatto flessibile (cavo standard di scatto remoto meccanico filettato) o manualmente, dispone inoltre di un temporizzatore meccanico per lo scatto con ritardo fino a 10 secondi (timer), la macchina è dotata di slitta accessori/flash, è sprovvista di esposimetro e non utilizza batterie. La messa a fuoco è manuale, l'immagine nel mirino reflex a pozzetto appare, sul vetrino smerigliato, ribaltata orizzontalmente. Nel pozzetto vi è anche una lente che può essere estratta per permettere la messa a fuoco di precisione.
Il trascinamento della pellicola è manuale e non vi sono meccanismi che evitino l'accidentale doppia esposizione.
La costruzione meccanica della macchina è buona nonostante sia quasi completamente realizzata in plastica, la qualità ottica della lente è buona, lo sfocato è morbido e molto gradevole, i colori delle immagini che produce sono abbastanza contrastati e saturi. Questa fotocamera NON può essere definita una toy camera, in quanto non si tratta di una punta e scatta ma di una vera e propria medio formato anche se qualitativamente non è ai livelli dalle prestigiosissime Rolleiflex o dalle famose Yashica MAT.